# Недотрога обыкновенная
Недотро́га обыкнове́нная (лат. Impátiens nóli-tángere) — однолетнее травянистое растение; вид рода Недотрога.
Под словом бальзами́н также нередко понимают именно этот вид. Вместе с тем Бальзамин — устаревшее название всего рода Недотрога; это касается как русских названий, так и научных (Balsamina Mill. — синоним правильного названия Impatiens L.).

## Название
Видовой эпитет научного названия noli-tangere, как и русское наименование рода произошли от свойства созревших плодов при прикосновении с треском раскрываться: лат. noli me tangere — «не тронь меня».
«Не прикасайся ко Мне» (лат. Noli me tangere, др.-греч. Μή μου ἅπτου) — евангельский сюжет, описывающий первое после Воскресения явление Христа Марии Магдалине, которая, таким образом, первая увидела воскресшего Спасителя. Он же сказал ей: «не прикасайся ко Мне, ибо Я ещё не восшёл к Отцу Моему; а иди к братьям Моим и скажи им: восхожу к Отцу Моему и Отцу вашему, и к Богу Моему и Богу вашему» (Ин. 20:11—17).

## Ботаническое описание

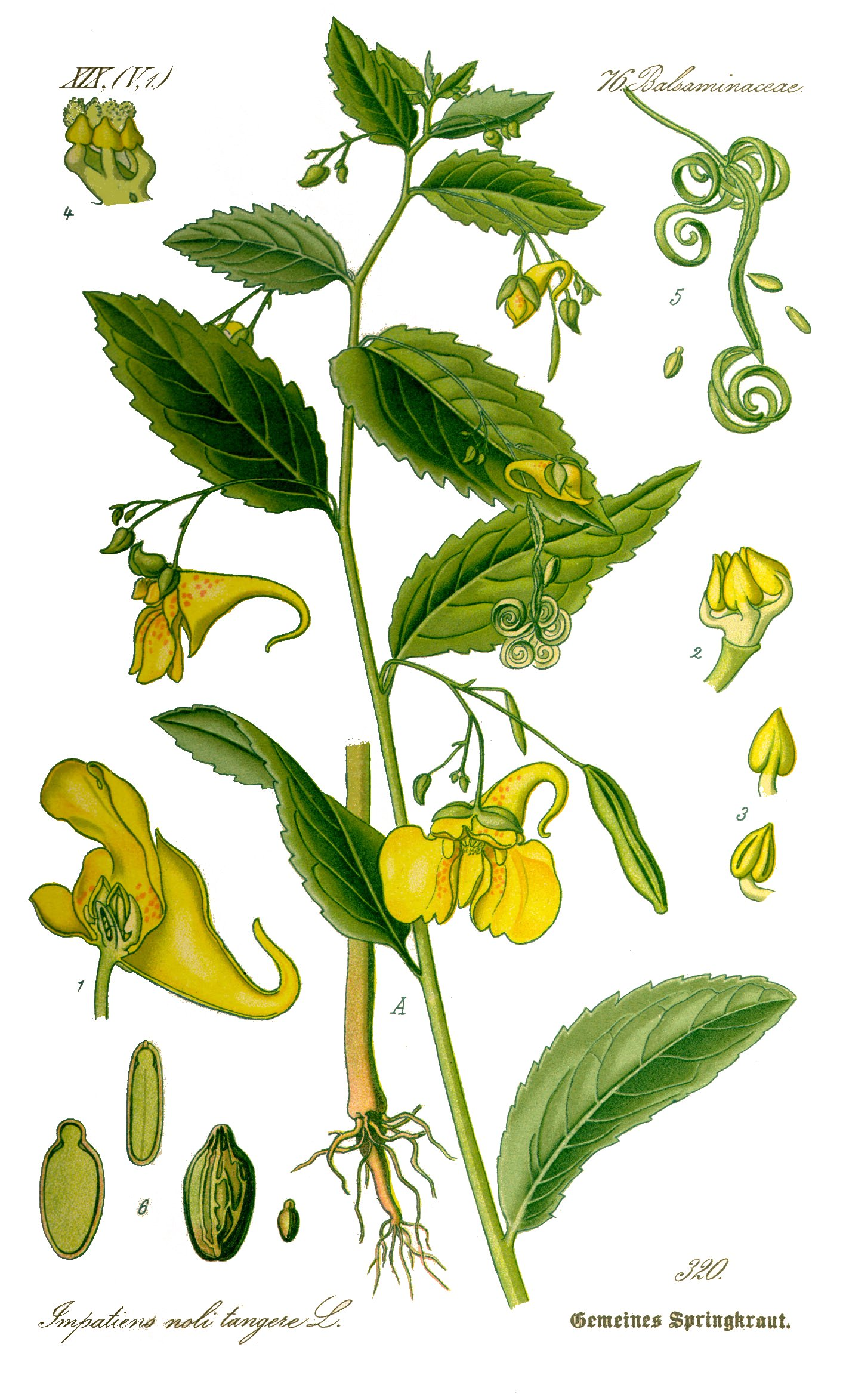
Ботаническая иллюстрация из книги О. В. Томе Flora von Deutschland, Österreich und der Schweiz, 1885

Недотрога обыкновенная — однолетнее растение высотой 30—120 см с прямостоячим голым сочным стеблем, утолщающимся в сочленениях.
Корень мочковатый.
Листья длиной 5—10 см, шириной 2—5 см, очерёдные, овальные или продолговато-яйцевидные или эллиптические, крупнозубчатые. Нижние листья на черешках, верхние — почти сидячие.
Соцветия пазушные, с двумя — пятью повислыми цветками. Цветки на ветвистых цветоносах неправильные, длиной до 3 см. Чашелистиков три; два — боковые маленькие, зелёные, верхний — лепестковидный с крючковато загнутым шпорцем. Венчик жёлтый с красными крапинками в зеве. Лепестков пять, из них супротивный лепестковидному чашелистику расширен, остальные четыре — попарно сросшиеся. Тычинок пять, пестик — с пятигнёздной завязью. Запах тонкий, нежный. Цветки недотроги опыляются насекомыми, обычно шмелями (встречаются растения с клейстогамными цветками).
Плод — линейно-продолговатая коробочка, состоящая из пяти створок. При прикосновении к созревшему плоду они отрываются от семяносца, скручиваются спиралью и разбрасывают мелкие коричневые семена.
Вегетацию начинает в мае — июне, цветёт в июле — августе, семена начинают созревать в конце июля.

## Распространение и экология

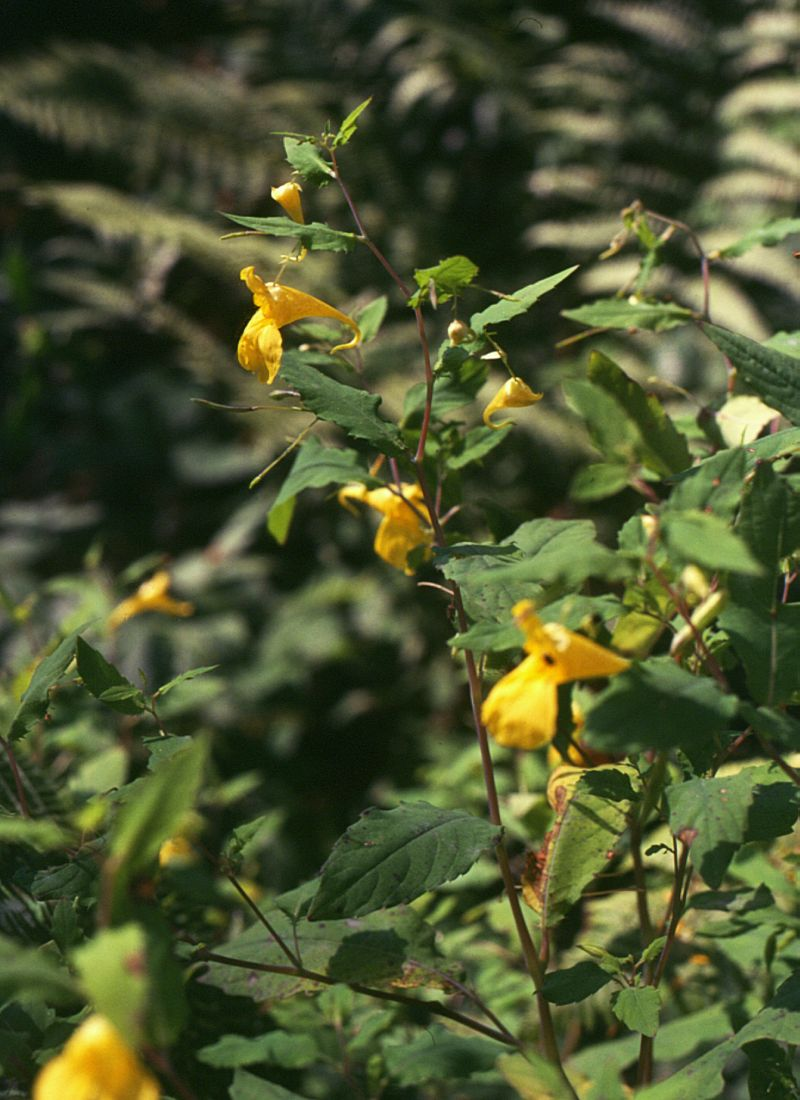

Вид широко распространён в Северном полушарии в регионах с умеренным и холодным климатом: в Западной Европе растение встречается от Испании, Италии и Греции на юге до Норвегии на севере; на территории России — от западных границ до Тихого океана (кроме районов Крайнего Севера). Кроме этого, недотрога обыкновенная растёт на Кавказе, в Казахстане, Китае, Корее, Японии, а также в западных районах Северной Америки, в том числе на Аляске.
Недотрога обыкновенная произрастает в тенистых влажных лесах, в кустарниках вдоль лесных рек, озёр, ручьёв, влажных оврагов. Предпочитает влажные плодородные почвы. 

## Применение
Недотрога давно используется в народной медицине Урала и Сибири, а также в Средней Азии и на Кавказе. Чаще всего назначают при камнях в почках и мочевом пузыре. Наружно — при лечении геморроя, язв и ран.
Растение содержит токсичные вещества, поэтому лечение им требует осторожности.

## Классификация

### Таксономия[4]
Impatiens noli-tangere L., 1753, Sp. Pl. : 938 
Вид Недотрога обыкновенная относится к роду Недотрога (Impatiens) семейства Бальзаминовые (Balsaminaceae) порядка Верескоцветные (Ericales). Кладограмма в соответствии с Системой APG IV по состоянию на июнь 2023 года:
|  |                                      |  |                                   |                                   |                         |  | ещё 21 семейство | ещё 21 семейство |                        |  |  |  | еще 1 000 подтвержденных видов и 233 таксона, ожидающих подтверждения |
|  |                                      |  |                                   |                                   |                         |  | ещё 21 семейство | ещё 21 семейство |                        |  |  |  | еще 1 000 подтвержденных видов и 233 таксона, ожидающих подтверждения |
|  |                                      |  |                                   | порядок Верескоцветные            |                         |  |                  |                  | род Недотрога          |  |  |  |                                                                       |
|  |                                      |  |                                   | порядок Верескоцветные            |                         |  |                  |                  | род Недотрога          |  |  |  |                                                                       |
|  | отдел Цветковые, или Покрытосеменные |  |                                   |                                   | семейство Бальзаминовые |  |                  |                  | Недотрога обыкновенная |  |  |  |                                                                       |
|  | отдел Цветковые, или Покрытосеменные |  |                                   |                                   | семейство Бальзаминовые |  |                  |                  |                        |  |  |  |                                                                       |
|  |                                      |  | ещё 63 порядка цветковых растений | ещё 63 порядка цветковых растений |                         |  |                  | ещё 1 род        | ещё 1 род              |  |  |  |                                                                       |
|  |                                      |  |                                   | ещё 63 порядка цветковых растений |                         |  |                  |                  | ещё 1 род              |  |  |  |                                                                       |

### Синонимы
- Balsamina lutea  Delarbre
- Balsamina noli-tangere  (L.) Scop.
- Impatiens borealis  Sweet
- Impatiens caucasica  Steven
- Impatiens cucullata  Gilib.
- Impatiens komarovii  Pobed.
- Impatiens lutea  Lam.
- Impatiens noli-me-tangere  Crantz
- Impatiens noli-tangere f. hemileuca  Koji Ito & Hinoma
- Impatiens occidentalis  Rydb.
- Impatiens palustris  Pers.
- Impatiens penduliflora  St.-Lag.